# Wybuch gazu w Jankowie Przygodzkim
Wybuch gazu i pożar w Jankowie Przygodzkim – wybuch gazu i pożar w wyniku rozszczelnienia gazociągu wysokiego ciśnienia Gustorzyn-Odolanów w Jankowie Przygodzkim w województwie wielkopolskim, który miał miejsce 14 listopada 2013 r. około godziny 13:30. W wyniku pożaru zginęło dwóch pracowników przedsiębiorstwa ZRUG Poznań, a 13 osób zostało rannych. Spłonęło 10 budynków mieszkalnych, dwa budynki gospodarcze i część pobliskiego lasu. W akcję ratowniczą na miejscu eksplozji zaangażowanych było ok. 200 strażaków, 50 zastępów straży pożarnej i 7 zespołów ratownictwa medycznego. Miejsca zdarzenia strzegło 115 policjantów.

## Śledztwo
Po opanowaniu i ugaszeniu pożaru, Prokuratura Okręgowa w Ostrowie Wielkopolskim rozpoczęła oględziny terenu eksplozji oraz szczegółowe śledztwo w celu ustalenia przyczyn i winnych katastrofy. Przedsiębiorstwo Gaz-System, które prowadziło własne oględziny na miejscu eksplozji, stwierdziło, że nastąpiło mechaniczne uszkodzenie gazociągu wskutek prowadzonych robót budowlanych przy użyciu ciężkiego sprzętu. Opinia biegłych ws. mechanoskopii wykluczyła rozszczelnienie gazociągu w wyniku uszkodzenia łyżką koparki. Raport komisji nadzoru budowlanego opublikowany w styczniu 2014 jako oficjalną przyczynę pożaru podawał dwie przyczyny: rozszczelnienie gazociągu w wyniku nieprawidłowo wykonanej spoiny oraz przemieszczenie się gazociągu w wyniku nieprawidłowego przeprowadzania prac ziemnych.

## Akt oskarżenia
Opinie biegłych z zakresu m.in. geologii i metaloznawstwa, jak i Politechniki Wrocławskiej i Politechniki Poznańskiej wskazywały na winę inżyniera budowy. Na podstawie tych opinii, jak i własnego śledztwa 15 grudnia 2017 r. Prokuratura Okręgowa w Ostrowie Wielkopolskim postawiła zarzut nieumyślnego sprowadzenia niebezpieczeństwa dla życia lub zdrowia wielu osób albo dla mienia w wielkich rozmiarach inżynierowi budowy. Prokuratura oceniła działania oskarżonego za niezgodne z projektem i wskazała, że niewłaściwie prowadził i nadzorował prace budowlane. Prokuratura za przyczynę katastrofy uznała osunięcie się nieprawidłowo wykonanej skarpy, której napór rozerwał rurociąg i spowodował pożar strumienia gazu. 3 lipca 2018 Prokuratura Okręgowa w Ostrowie Wielkopolskim zakończyła śledztwo w sprawie katastrofy z jednym aktem oskarżenia. 